# Sebrus perdentellus
Sebrus perdentellus là một loài bướm đêm trong họ Crambidae.